# Capistrano
Capistrano（「カピストラーノ」あるいは「キャピストラーノ」）は、複数のサーバー上でスクリプトを実行するためのオープンソースのツールであり、その主な用途は、ウェブアプリケーションのソフトウェアデプロイメントである。1つ以上のWebサーバ上のアプリケーションを新しいバージョンにする作業を自動化でき、データベースを変更するといった作業もできる。
CapistranoはRuby言語で書かれており、RubyGemsによって配布されている。これはRuby on Rails ウェブアプリケーションフレームワークの副産物だが、PHPといった、他のフレームワークを使用して書かれたウェブアプリケーションのソフトウェアデプロイメントに使うこともできる。
Capistranoは、主にBashのコマンドライン上で使用するように実装されている。Ruby on Railsフレームワークのユーザは、多くのCapistranoのレシピの中から選択することで、例えばウェブアプリケーションに現在の変更を展開したり、以前のソフトウェアデプロイメントの状態にロールバックするといったことができる。
もともとはSwitchTowerという名前だったが、競合する商標があったため、2006年3月にCapistranoに変更された。
原作者のJamis Buckは、2009年2月24日に、プロジェクトのメンテナンスをやめると表明した。
しかし直後にそれを嘆くスレッドがメーリングリスト（Google Group）上で始まり、

GitHub上で開発が進められている。

## 内部
Capistranoは、SSH経由で、複数のリモートマシン上で並列にコマンドを実行するためのユーティリティおよびフレームワークである。ツールRakeの一部から借用した単純なドメイン固有言語を用いる。また、他のゲイトウェイ・マシン経由のトンネリング接続もサポートしているので、VPNやファイアウォール越しに操作を実行できる。
Capistranoはもともと分散環境へのウェブアプリケーションのソフトウェアデプロイメントを簡素化および自動化するために設計されており、Railsアプリケーションのソフトウェアデプロイメントをする一連のタスクがバンドルされていた。ソフトウェアデプロイメント・タスクが(Capistrano 2.0では)承諾されると、クライアントが明示的にレシピで「load 'deploy'」と置くよう要求する。

## Capfileの例
```
task
 
:xml_libs
,
 
:hosts
 
=>
 
"www.capify.org"
 
do

  
run
 
"ls -x1 /usr/lib | grep -i xml"

end

```

これは「xml_libs」という名前の単一のタスクを定義し、唯一の「www.capify.org」ホスト上で実行されるべきであると設計されている。実行すると、名前に文字列 "xml"を含む/usr/lib内のすべてのファイルとサブディレクトリを表示する。capfileがカレント・ディレクトリにある場合は、以下のようにタスクを実行することができる:
```
cap xml_libs

```